# Julie Murphy
Pour les articles homonymes, voir Murphy.
Julie Murphy est une chanteuse galloise.

## Biographie
Julie Murphy est née à Londres et a grandi à Romford. Elle épouse Ceri Rhys Matthews (en) et le couple s'installe au Pays de Galles, d'où Matthews est originaire. C'est alors que Julie Murphy apprend le gallois. Murphy et Matthews fondent le groupe Fernhill (en), dont elle est la chanteuse, en 1996.

## Discographie
Hors Fernhill :
- 1994 : Whirling Pope Joan : Spin (avec Nigel Eaton, hurdy-gurdy).
- 1998 : English Love Songs (avec Lynne Denman et Joanne Acty)
- 1999 : Black Mountains Revisited, Beautiful Jo Records.
- 2000 : Ffawd, avec le guitariste Dylan Fowler.
- 2001 : Further In Time, avec Robert Plant.
- 2002 : Lilac Tree, Beautiful Jo Records.
- 2003 : Poverty Is Thirsty Work.
- 2010 : Life of Birds, avec David Rotheray.
- 2012 : A Quiet House.